# Кубу (народ)
Кубу — в минулому група бродячих мисливців-збирачів на острові Суматра (Індонезія), переважно в провінції Джамбі.

## Ідентифікація
Назву «кубу» сторонні застосовують до кількох розрізнених, але близьких за способом життя, лісових народів Суматри. Крім власне кубу, це мамаки, сакаї, акіти, лубу, утани, рава, бенуа та інші. Окремі дрібні групи кубу ідентифікують себе за річками, на берегах яких вони живуть.
Народ уважається культурно «вигнаним», відгородженим від зовнішнього суспільства. Індонезійська влада зараховує кубу до числа так званих «ізольованих громад». Самі кубу вважають назву «кубу» принизливою й образливою, вона несе натяк на те, що вони є первісними людьми. Тому на офіційному рівні в Індонезії відмовились від етноніму «кубу» й стосовно цієї спільноти став застосовуватись термін анак-далам (індонез. Anak Dalam). Кубу називають ще оранг-улу (індонез. Orang UIu, «люди внутрішніх районів»), оранг-дарат (індонез. Orang Darat, «люди суходолу»), оранг-рімба (індонез. Orang Rimba, «люди джунглів»).
Традиційно в Індонезії кубу зараховують до числа так званих прото-малайців (англ. Proto-Malays, індонез. Melayu Tua), що становили першу хвилю австронезійських мігрантів, які прибули на острови Індонезії з китайської провінції Юньнань. Пізніше, коли прибула друга хвиля австронезійського населення (так звані дейтеро-малайці, англ. Deutero-Malays, індонез. Melayu Muda), прото-малайці відійшли до лісу.
Фізично кубу майже не відрізняються від інших індонезійців. Вони мають зріст 155—170 сантиметрів, голова овальної форми, очі чорні, трохи розкосі, обличчя овальне.

## Розселення і чисельність
Кубу розселені окремими групами в лісових, часто болотистих, місцевостях у внутрішніх районах по всій низовині східної Суматри. Більшість їх зосереджена в басейні річки Батанґгарі в межах провінції Джамбі (округи Саролангун, Батанґгарі, Тебо, Бунго), живуть також у сусідніх районах Південної Суматри (округи Мусі-Баньюасін, Мусі-Равас). Найбільша група кубу локалізується на кордоні між провінціями Джамбі та Південна Суматра, інший великий їхній анклав розташований на кордоні між Джамбі та Ріау.
Тривалий час кубу вели кочовий спосіб життя, але територія, придатна для ведення традиційного господарства швидко зменшується, певною мірою через вирубування лісів. Зараз частина народу постійно живе в поселеннях, спеціально збудованих для них урядом. Проте частина людей не змогла звикнути до нового життя в селі й повернулася до лісу. Ті ж, що залишилися й перейшли до осілого землеробства, часто поглинаються навколишнім малайським населенням.
Чисельність народу встановити важко. 1907 року чисельність кубу оцінювалась у 7590 осіб. 1935 року їхня загальна кількість становила приблизно 25 000 осіб, сьогодні, ймовірно, їх залишилося значно менше. 1989 року нараховувалось приблизно 15 тис. кубу (Persoon, 1989). Оцінки чисельності народу за даними World Evangelization Research Center: 10,1 тис. (1990), 10,9 тис. (1995), 11,8 тис. (2000). Joshua Project 2025 року оцінював їхню чисельність в 16 тис. осіб.

## Мова
Говорять мовою кубу (код ISO 639-3: kvb), що належить до малайської макромови. Існує ряд територіальних діалектів.
Мова кубу, як і джамбі-малайська мова, поширена переважно в басейні річки Батанґгарі, але, незважаючи на географічну близькість, ці дві мови не виявляють тісної спорідненості. Лінгвістична подібність між ними не є великою. Дається взнаки велика соціальна відстань між лісовими жителями кубу, що зберігають традиційні вірування, та мусульманами-землеробами джамбі-малайцями.
Крім рідної, кубу зазвичай використовують мову домінуючої в певному регіоні групи, з якою вони спілкуються: ріау-малайську, джамбі-малайську, мінангкабау або мандайлінг-батацьку.
Кубу, що живуть осіло в селах, за межами дому вже більше не використовують рідну мову, але в більш ізольованих районах Джамбі серед груп, що певною мірою зберігають бродячий спосіб життя, мова кубу лишається живою й перебуває в активному використанні. В деяких районах мовою кубу говорять всі вікові групи, особливо вдома. Зберігається позитивне ставлення до рідної мови.
Для мови кубу була створена писемність на основі латиниці, але вона має обмежене використання.
В сферах освіти, релігії, в громадських установах, у спілкуванні з іншими народами кубу користуються індонезійською мовою.

## Вірування
Осілі кубу вважають себе мусульманами, хоча все ще користуються послугами шаманів, практикують різні анімістичні ритуали, проводять традиційні церемонії зцілення.
Традиційна релігія кубу визнає існування духів (божеств і примар або демонів). Вони також вірять в існування сили, вищої за божеств і демонів, яка визначає життя і смерть людини. Вважається, що божества та примари живуть у певних місцях, наприклад, у великих колодах, на пагорбах, у верхів'ях річок, у скелях. Існує табу проходити цими «примарними» місцями або ставити там житло. Лікуванням хвороб займаються місцеві шамани (дукуни). Для цього вони проводять спеціальні церемонії, під час яких приносять жертви духам.

## Історія
Кубу — потомки аборигенного населення Суматри, яке австронезійські мігранти відтіснили у важкодоступні частини острова. Вони жили окремими групами, які постійно пересувалися лісом у межах своїх великих традиційних територій і були мало пов'язані із землею. Формально кубу перебували в залежності від правителів малайських держав, але малайці традиційно уникали тісних контактів з лісовими жителями, яких уважали дикунами, «вигнанцями суспільства», й це допомогло кубу зберегти свою унікальну культуру.
Голландська колоніальна влада загалом визнавала місцевих правителів і не втручалася у внутрішні справи. Тривалий час кубу жили цілком автономно й за доби незалежної Індонезії, але з кінця 1970-х років тиск на лісових жителів посилився. Всі природні ресурси перейшли під контроль держави, й права корінних народів на лісові території більше не визнавалися. Часто традиційні території племен без будь-якої консультації з ними відводились під лісозаготівлю, плантації олійної пальми або каучуку. Організація на початку 1980-х років масштабної трансміграції призвела до серйозних демографічних змін у регіоні. Велика кількість людей, в основному з Яви, з'явилася тут за державною програмою переселення. Значні ділянки лісу були розчищені й засаджені олійною пальмою, вирощуванням якої займалися мігранти. Райони розселення трансмігрантів прорізали предковічні землі місцевих жителів, і ті змушені були відходити в інші райони, які ще не зачепили програми розвитку.
Місцева влада ставилася до кубу як до відсталих людей, які потребують модернізації, щоб піднятися до рівня національного мейнстриму. Урядова політика була спрямована на припинення традиційної екстенсивної системи землекористування та розселення корінних жителів лісу в постійних селах, де вони мали прийняти «сучасний» спосіб життя. Таким чином, кубу офіційно заборонялося використовувати лісові ресурси для власного споживання та торгівлі. Протягом 1980-х років реалізовувалась програма переселення кубу в організовані державою поселення, де вони стали фізично й економічно маргіналізованою групою населення. Деякі групи перемістилися в ще незаймані ліси, розташовані зокрема в буферній зоні національних парків, де вони значною мірою й досі зберігають свій споконвічний спосіб життя. Кубу цілком усвідомлюють негативне ставлення до себе з боку індонезійського уряду, але відмову від традиційного способу життя вони сприймають як кінець світу, який вони знають.

## Господарство
Традиційними заняттями кубу є збирання лісових продуктів, мисливство та рибальство. Полюють оленів, диких свиней, мавп, варанів, щурів, птахів та іншу живність за допомогою списів, духових рушниць, пасток, сіток. Мисливство зазвичай призначене лише для власного споживання. Якщо хтось вполює велику тварину, він роздає м'ясо всім членам громади, щоб з'їсти все протягом дня. Рибу в річках ловлять сітками, списами, на волосінь, з використанням отрути. Також збирають річкових креветок і молюсків. У лісі збирають різні фрукти: рамбутан, баккорею (Baccaurea), авраамове дерево (Vitex), а ще дуріан, який користується особливою популярністю. Кожне дерево персоналізоване й має свого власника.
Продукти збиральництва та мисливства в минулому вимінювали в малайців на тканини, сіль, тютюн та металеві вироби. Торгівля завжди займала важливе місце в житті кубу. Здавна значним попитом на зовнішніх ринках користується ротанг, останнім часом він став також використовуватись як будівельний матеріал. Важливими товарними лісовими продуктами також є драконова кров (смола пальми Calamus draco), що має значний попит у китайській медицині, мед, дуріан, дамар (затверділа смола рослин родини Діптерокарпові), саго, дикорослий ямс гадунг (Dioscorea hispida).
З домашніх тварин тримають собак та котів. В минулому виготовляли «тканини» з лубу, займаються плетінням.
Деякі групи, особливо ті, що живуть поблизу малайських сіл, почали осідати й обробляти землю, хоча паралельно продовжують і традиційні заняття. Колишній спосіб життя мисливців-збирачів відходить у минуле. Осілі кубу вирощують ямс, маніок, таро, батат, рис, кукурудзу, банани, цукрову тростину, перець чилі. Оскільки вони не є працьовитими, їхні поля погано доглянуті, не дають хорошого врожаю. Рис кубу саджають неохоче, тому що вирощування цієї культури вважається складним і трудомістким.
Землеробство в кубу досі дуже просте, використовують лише найпростіші інструменти. Вони ще не опанували сучасних способів обробітку землі, тому повністю залежать від природних умов. Спочатку вздовж річки розчищають ділянку лісу, вирубують великі дерева, залишки спалюють. З настанням сезону дощів починають сівбу, урожай збирають за 5-6 місяців, іноді отримують два врожаї на рік. Використовують сівозміну. Коли земля виснажується, ділянку кидають і засновують нові поля в іншому місці. Одночасно на нове місце переносять і свої поселення. Підготовка ділянки потребує колективної праці. Надалі кожна сім'я обробляє свій город окремо.
Дехто влаштовується працювати лісорубами, на каучукові плантації або на підприємства з виробництва фанери.

## Суспільство
Кубу живуть багатосімейними господарствами. Основною одиницею суспільства є нуклеарна сім'я, яка складається в середньому з 5 осіб. Одружені діти воліють жити по сусідству зі своїми батьками.
Принцип спорідненості двобічний.
Більшість кубу все ще дотримується групового ендогамного шлюбу (вибір подружжя здійснюється в межах власної групи), але їм заборонено одружуватися з рідними братами та сестрами, а також із двоюрідними братами та сестрами за материнською лінією.
В кубу є старійшини, але реальної влади вони не мають. Групу очолює старший чоловік, який вважається компетентним, справедливим, чесним, мудрим і досвідченим, добре знає звичаї й традиції. В громадах, які вже протягом тривалого часу живуть осіло й зазнали впливу малайської культури, зазвичай обирають місцевого лідера, якого називають депаті. В деяких районах існує також посада верховного вождя, його називають туменгунг, він стоїть над депаті. Всі ці посадові особи обираються з числа членів племені.
Крім того, значним впливом у громадах кубу користуються дженанги. Це представники влади, які є посередниками між громадою та урядовими структурами. Вони не належать до громад кубу. Посада дженанга виникла ще в доколоніальну добу, ця особа мала підтримувати добрі стосунки султана з громадами кубу та запобігати виникненню суперечок. Кубу сприймають дженанга як захисника, рятівника та миротворця, коли виникає напруга в стосунках із сторонніми людьми. Дженанг виконує також функції вчителя, займається забезпеченням громади товарами першої необхідності.
Ще однією шанованою особою в громадах кубу є бесале (шаман), він є духовним лідером громади. Є також спеціалісти із суспільних традицій та володіння езотеричними знаннями предків. Цих людей називають малім, але їхню роль можуть виконувати й бесале.

## Побут

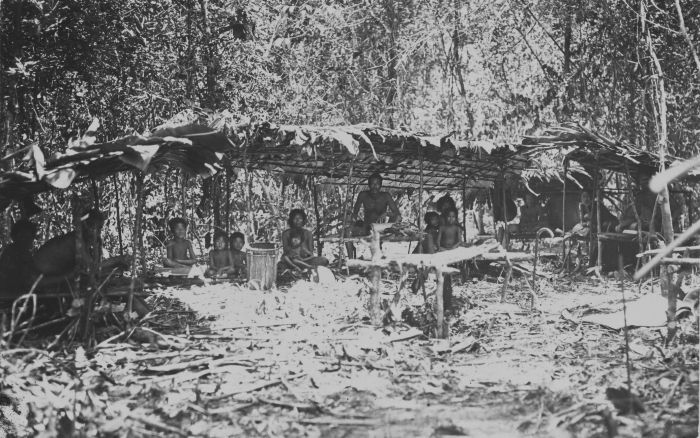
Лісове селище кубу.

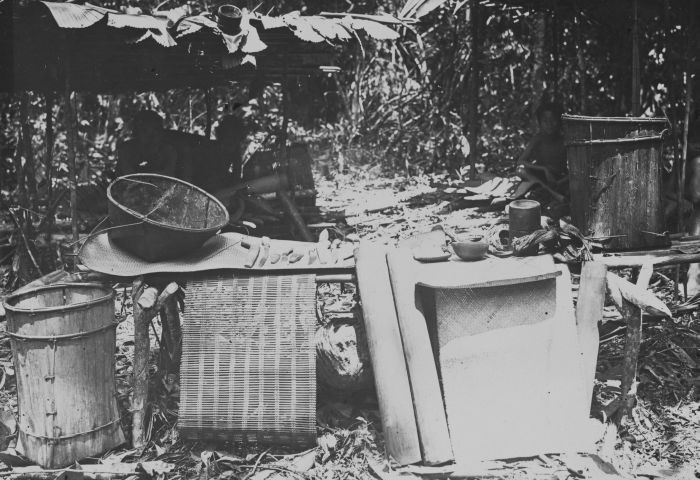
Майно в одному з поселень кубу.

Невеликі групи кубу, що продовжують бродячий спосіб життя мисливців-збирачів, живуть у таборах, розкиданих по всьому лісу, й час від часу змінюють своє місце проживання; цю звичку вони називають мелангун. Мелангун здійснюється з кількох причин, а саме: смерть члена родини, закінчення лісових продуктів у місці проживання, сезонне збирання дарів лісу в певній місцевості або загроза з боку чужинців чи диких тварин, наприклад, тигрів. Зазвичай група лишається на одному місці два-три роки, поки лісові продукти не скінчяться.
Кубу мають дуже просту матеріальну культуру. Ці люди майже не носять одягу й живуть у глибині лісу, не маючи жодного майна, окрім мисливського й кухонного начиння. Традиційне житло — заслін від вітру або курінь з бамбука.
Осілі групи живуть селами (сируп), розташованими глибоко в лісі. Зазвичай село складається з трьох-п'яти хат, кожна з яких розрахована на одну сім'ю. Крім землеробства, жителі села продовжують займатися мисливством, рибальством та збиральництвом. Мешканці одного села мало контактують із жителями інших сіл. Хати дуже прості, побудовані на платформах, що стоять на палях, зазвичай вони мають розмір приблизно 3 на 4 метри, але в чисельніших сім'ях можуть бути й більшими. Стіни зроблені з кори, дощок або сплетені з бамбука, підлогу вистеляють із розколотого бамбука, дах криють пальмовим листям. Ліжко чоловіка зазвичай розташоване вище, ніж його дружини та дітей; таким чином він першим дізнається про небезпеку.
Окремі групи кубу живуть у сучасних селах, збудованих для них урядом.
Чоловіки носять лише пов'язку на стегнах, жінки раніше вдягали спідницю з лубу, тепер носять саронг, але верхня частина тіла лишається оголеною; діти повністю голі.
Звичка купатися для кубу — це більше спроба охолодити тіло, ніж помитися й зберегти здоров'я. Ношений одяг ніколи не прали. Кубу також не знають звички чистити зуби.
Більшість продуктів харчування кочових кубу становлять дари лісу та впольована дичина. На першому місці серед них стоїть дикий ямс, який їдять вареним; цей продукт вважається поживнішим за культурний маніок. Іншим важливим продуктом є саго — серцевина сагової пальми. Їдять також банани. Рослинну їжу доповнюють рибою, м'ясом диких свиней, мавп та інших тварин. Інші продукти вимінюють у малайців або землеробських громад кубу.
Люди не збираються разом, в кубу не заведено проводити бенкети чи інші громадські заходи. Їм невідомі будь-які музичні інструменти й танці.
Школи діють лише в збудованих урядом селах. Батьки не усвідомлюють важливості освіти. Вони вважають, що достатньо навчити дітей навичкам полювання, збирання лісових продуктів або землеробства.